# 骨川スネ夫
- 藤子不二雄（連載） > 藤子・F・不二雄（著作） > ドラえもん > 登場人物 > 骨川スネ夫
- 藤子不二雄 > アニメ > ドラえもん > 登場人物 > 骨川スネ夫

骨川 スネ夫（ほねかわ スネお）は、藤子・F・不二雄の漫画作品『ドラえもん』に登場する架空の人物。野比のび太のクラスメイト。

## 設定
父親が会社社長のため家庭が裕福であり（小学生でありながら月の小遣いが1万円）、度々自慢話を吹聴してのび太を憤慨させたりうらやましがらせたりする。最初期にはメインの悪役になることが多くジャイアン以上に威張っていたが、間もなくジャイアンの手下としての立場を確立。原作・アニメ共にジャイアンとタッグを組み、悪戯を行う場面が多い。
2月生まれ（何日かは設定されていない）
塾に通っている。名前は『ガリ勉ゼミナール』山本先生
ケンカの際には、ジャイアンや親、担任の先生の後ろ盾によりのび太に勝つことが多く、のび太が苦手とするオバケにも強い。特に大長編等ではのび太やジャイアンが本編よりも勇敢な姿を見せる場面が多いこともあり、相対的に弱虫に見えやすいが、それでも後期では前述の2人ほどではないものの勇敢な一面を見せるシーンも度々ある。また、持ち前の現実的な判断力や器用さを発揮してメンバーに的確な提案をしたり戦力として貢献したりすることもある（詳細は後述の知力・趣味・性格に記載）。また、「雨男晴れ男メーター」によると、数値が「-7」の強い雨男である。
なお、骨川家の住所は「東京都練馬区月見台すすきヶ原3-10-5」。
テーマソングとして「スネ夫のうた」（作詞・歌：肝付兼太、作曲・編曲：菊池俊輔）と「スネ夫のおぼっちゃマンボ」（作詞：マイクスギヤマ、作曲・編曲：沢田完、歌：関智一）がある。前者はテレビアニメ第2作1期、後者はテレビアニメ第2作2期の曲となっている。
また、一人称は「ボク」「ボクちゃん」(特にテレビアニメ第2作2期以降)だが、初期や『エスパー魔美』にゲスト出演した際には「オレ」と称していたこともある。母親からは「スネちゃま」、周囲からは「スネ夫」「スネ夫くん」と呼ばれることが多く、名字で呼ぶ人は先生ぐらいで、まれ（アニメ版では出木杉からも「骨川くん」と呼ばれていた）。アメリカ版では「Sneech（スニーチ）」の愛称で呼ばれている。

### 外見

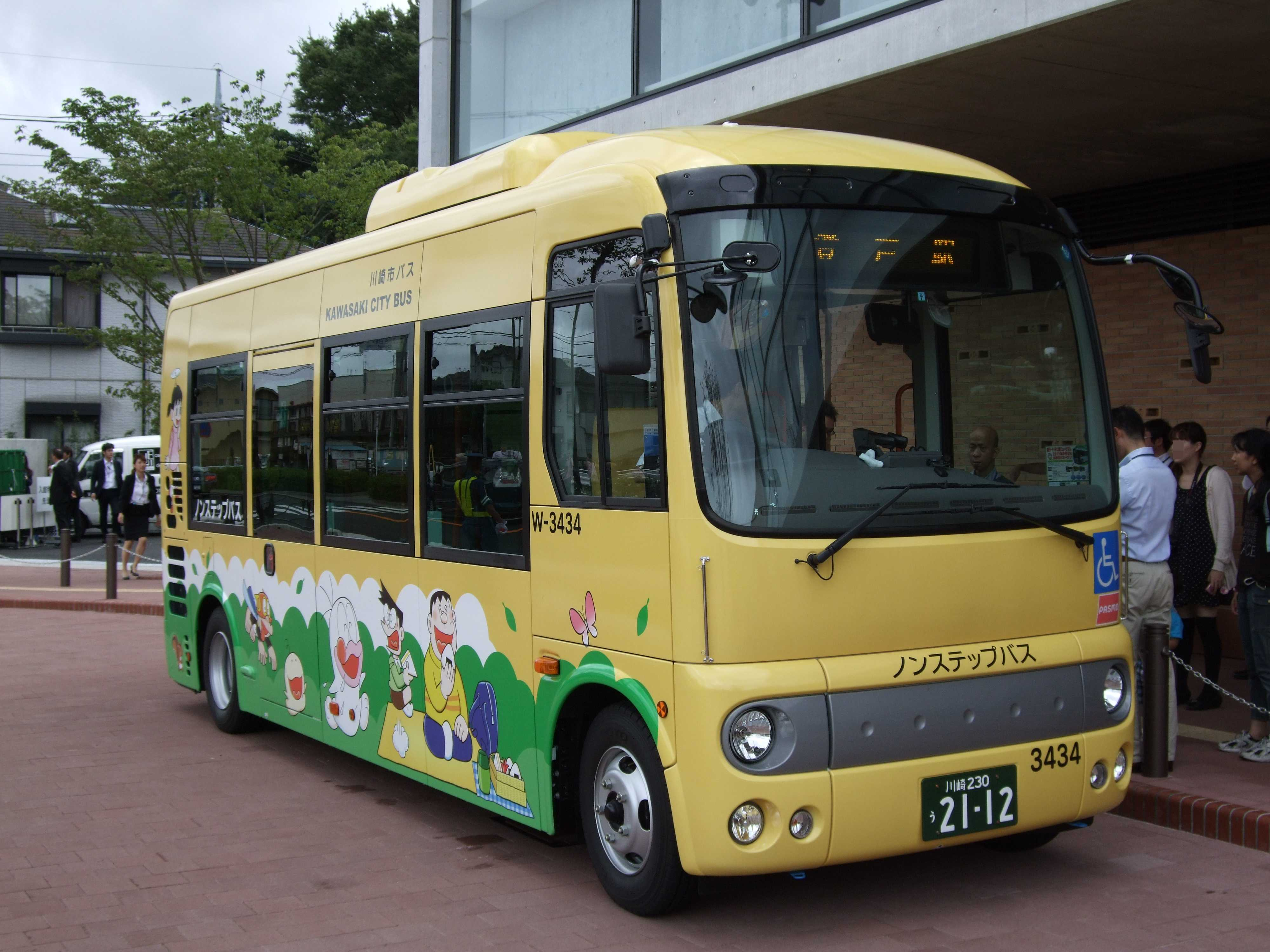
藤子・F・不二雄ミュージアム発着バスに使用されているスネ夫のイラスト(右2番目)

特徴的なキツネ顔に加え、前から見ても横から見ても山形に見える独特な髪型をしている。青年になると、いとこのスネ吉のようなパンチパーマに変わっている。親族は全員、髪型以外の顔つきがそっくりであり、ペットまでもこの顔つきである。スネ夫自身はその顔をハンサムだと思っているが、作中で「美男子」「ハンサム」等と呼ばれることはなく、むしろ自分の顔だという先入観を捨てて見た場合は「見るからにずるそうな感じの悪い奴」「キツネみたい」と嫌悪感を示し、夢の中や自画像等では髪型で辛うじて当人だとわかるほど自分を美化して描いたことがある。
唯一の悩みは身長の低さで、のび太より5 cm 低い、135 cm。背が低いことに劣等感を持っている。大長編『ドラえもん のび太の宇宙小戦争』で、スモールライトの効き目が切れ、元に戻った際に、宇宙人から「巨人だ！」と大騒ぎされたことから、しずかに「見た？ ボクのこと『巨人』だって」と喜んでいたり、地球に帰る際に「もう少し大きいままでいたかったな。」と話していた。
また、連載初期はおねしょ癖があり、居眠りの最中でさえオムツが必須。就寝時にオムツをするよう母親に注意されるほどだった。起きているときでも驚いて漏らしたこともある。

### 知力
有名私立中学への進学を志望しており、塾に行ったり模範生と言われたり家庭教師をつけられたりしている。だが成績は特段良くなく、100点をまれに取る程度（ただしのび太によるとカンニング）で、24点を取ったこともある。「正かくグラフ」によれば、のび太やジャイアンよりは優れるが、しずかよりは劣る。数値で表すと、のび太の3.5倍、ジャイアンの1.75倍、しずかの12分の7となる。比率に直すと「しずか：スネ夫：ジャイアン：のび太＝12：7：4：2」となる。
しかし、専門的な知識やのび太をいじめるための悪知恵は非常に豊富で、ジャイアンの知恵袋的な存在になっている。
のび太曰く、塾へ行くと言ってはさぼり、そのつど得意の口八丁で塾講師におべっかを使ってごまかしているという。『ドラえもん のび太の日本誕生』では全科目に家庭教師を付けられ、耐えられずに家出した。
もっとも、劇場版の後半になれば、さらに彼の知力や判断力も役立つ場面も増える。『ドラえもん のび太とブリキの迷宮』ではジャイアンに半ば強引にロボットに支配された街へ潜入するメンバーにさせられたものの、前述の現実的感覚を生かして考えなしに行動するジャイアンを「（敵のロボットに）疑われるからむやみに話しかけるな！」などと制したり、「食料が運ばれる先には人間がいるはずだ」などといった発想で人間収容所の場所を突き止めるのに貢献したりしている。
英会話を習っている。しかし、いざ英語が必要になったときには会話に詰まっており、特に英会話に堪能というわけではなく、しゃべれないに等しい。またテレビ番組「上級フランス語講座」をかかさず見ており、ビデオ録画もしている。だが作中でフランス語を披露したことはない。

### 体力
どちらかというと低めで、草野球チーム「ジャイアンズ」の特訓で町内10周マラソンをした際、最下位になった（道具を使ったのび太は別として）という前歴がある。ひみつ道具「正かくグラフ」によると、筋力はのび太の約2.3倍、
ロボットのドラえもんを除けば、主要メンバーの中で最も小柄なことを考えれば、運動能力は中々高いと言える。
しずかの約1.17倍あるいは1.4倍（最初のコマと次のコマでグラフが異なるため差が出る）、ジャイアンの10分の7。比率に直すと「ジャイアン：スネ夫：しずか：のび太＝10：7：5：3」となる。
しかし、野球の実力はジャイアンズの中でも高い。打撃ではヒットや長打を打ち、のび太がバッターボックスに立つとき塁にいることが多い。
守備ではキャッチャーを務めている。

### 趣味
趣味はプラモ作り、ラジコン、読書（特に漫画）、テレビゲーム（テレビゲームが一般的に普及していなかった時代に既に所持していた）、ジオラマ撮影、恐竜（特にティラノサウルスなどを好んでいる） 、鉄道模型製作、切手収集、アニメーション制作（途中でジャイアンとけんかしたため頓挫）など多彩、かつ流行に敏感。基本的に手先は器用で、小学生でありながら趣味に対してはマニアックかつ強烈なこだわりを持つ。古銭集めも嗜んでおり、対価を得て譲ったりしている。
その手先の器用さは、本編では主にのび太への意地悪などに悪用されることが多いが、劇場版では味方側から頼りにされることもある。特に、『のび太の宇宙小戦争』では、彼の作ったラジコンの戦車が、敵の大軍を相手に大活躍した。ラジコン戦車の点検・整備を彼に任せたりなど、他の面々もスネ夫の腕前を信頼しており、この時は静香も、「あなたが作ったラジコンじゃないの、もっと自分の力を信じなさい」などと彼を勇気づけている。また、この時の静香のセリフから、ドラえもんもスネ夫が作ったラジコン戦車の強度を「ちょっとやそっとや壊れない」と認めていることがわかる。更に、PCIA（敵軍の名前）の司令官ドラコルルも、彼の腕前を見て「恐るべき兵器だ、あの少年は地球の兵器製造大臣に違いない」などと驚愕していたほどである。
劇場版の『のび太の南海大冒険』（時空移動船）『のび太と緑の巨人伝』（緑の星のボート）『新・のび太と鉄人兵団』（ザンダクロス）などではいつもラジコンを操縦しているためか、乗り物の操縦をすることが多い（時空移動船操縦の時では当初は拒んで、ジャイアンに「でっかいラジコンと思えばいい」と励まされるほどである）。
彼の器用さは、『のび太と雲の王国』では、「雲の国王冠」を身に着けて調子にのったのび太にナンデモ大臣に任命されたりなど、のび太もスネ夫の器用さを認めていることがうかがえる（ちなみに、静香はのび太の妃、ドラえもんは総理大臣、ジャイアンは召使いに任命された）。
芸能界に詳しくミーハーで、伊藤翼ファンクラブの幹部。テレビ局の偉い人やレポーターが父親の友達であるため、有名人とのツーショット写真や有名人の手形、キスマーク入りのサイン色紙を多数持っていたり、一般には知られていない芸能界の噂や裏話を知っていたりすることがある。ただし、それを利用して芸能人に関する嘘の自慢話をするときもあるがその嘘がばれてジャイアンにしばかれたこともある。
夢はファッションデザイナーになることと漫画図書館を建てること。
出木杉英才ほどではないが知的好奇心は旺盛で、博学ぶりの一端をのび太ら仲間に見せることもある。また、デザイナー志望だけあって絵画も得意であり、評論家からも素質を認められている。

### 嗜好
好物
- オニオングラタンスープ[35]

嫌いなもの
- とうもろこし[36]

大長編ではカニピラフやステーキ等の高級料理を食べていることが多い。また、普段から贅沢な食生活をしているためか、猫舌で好き嫌いが多く、ジャイアンと違い、高温のものを飲食するのも苦手。

### 性格
ナルシストできざで嫌味でウソつきで、自慢話が大好きだがさびしがりや。マザコンでもあり、危機的状況に陥ったり寂しかったりすると「ママ〜！！」と大声で泣き叫ぶ（『ドラえもん のび太の恐竜』や『ドラえもん のび太の海底鬼岩城』では「おかあさま」と呟いている）。後述のとおり、のび太をいじめたり、相方のジャイアンも内心見下したりすることもあるが、なんだかんだで2人とは友人であり、仲良く遊ぶ光景も見られる。大長編においては、通常回ののび太以上に弱音を吐くことが多いが、仲間たちと共に苦難に立ち向かっていき、ドラえもんのように知恵を絞ったり、得意のラジコン操作を活かす場面が描かれることも少なくない。
のび太がドラえもんに道具を出してくれるよう懇願する発端の多くはスネ夫の自慢話であり、この自慢癖は母親譲りの様子。ジャイアンの嫌がらせが身体的暴力が中心であるのに対し、スネ夫は「のび太だけ除外」などという精神的な嫌がらせが中心。のび太にだけゲームを貸さない、ゲームを遊ばせない、ラジコンを遊ばせない、コレクションに触らせない、新刊の漫画の本は読ませない、菓子をあげない、遊びや行楽、別荘（四丈半島）に誘わないといった類が多い。主に「この車にはあと3人しか乗れない」「チケットが3枚しかない」など。44巻「アニメばこ」には「3人用のビデオ」という理不尽なものが登場する。しかし、あまり度が過ぎると、のび太だけでなくジャイアンやしずかまでも呆れさせ、しずかは怒って辞退することがある。普段は冷静で落ち着いた性格である反面、ジャイアン程ではないが些細なことで激怒することも多く、意外と短気な一面を持つ。また、ジャイアンと共にのび太がしずかの家に行こうとしているのを邪魔する場面もしばしば見られる。のび太が自らの家に遊びに来ていた際に地震が起きた時は、地震に驚いたのび太の失態を本人が皆に内緒にするよう必死で頼んでいるにもかかわらず、それを聞き入れずに言いふらそうとするかなり意地の悪い一面も持つ。のび太がしずかを家に誘っているところに横槍を入れ、自分の家に招いたこともある。
のび太をいじめるジャイアンの腰巾着かつ強力な参謀の役割を担う反面、意気投合するよりも互いに利用し合っている傾向が見られる。ジャイアンにおもちゃなどを取り上げられてドラえもんとのび太に助けを求める日和見主義な面がある。実際、スネ夫自身もむしろのび太同様ジャイアンにいじめられるほうが多い（これは他の男子勢とも共通する）。そのためチャンスがあれば思いっきりジャイアンを殴りたいと思っている。のび太がドラえもんのひみつ道具でジャイアンに仕返しやイタズラなどをしようとした場合は、のび太やドラえもんと結託することも少なくない（原作連載初期のころは逆にジャイアンを従えて歩く描写が見られた）。また、もしもボックスの効力でのび太がアメリカへ引越しをすることになった際には、それまでの嫌がらせに対して涙を流して謝罪したりする描写から、のび太に嫌がらせをしていることに対して多少なりとも後ろめたさや罪悪感を覚えている節もある。またあまり目立たないものの、時にはジャイアンが迫っているから気をつけろとのび太に警告したり、のび太が他人から暴力や脅迫などを受けている際にはジャイアンと共に相手に対抗するのび太に協力するなど、若干ながら親切な面も見せている。ハツメイカーに発明品をリクエストした際には、のび太がいじめっ子から逃げるための道具だったのに対し、いじめっ子と戦うための道具を求めていた。大長編ではのび太やジャイアンとは連携をとって敵と戦ったりするなど強い仲間意識を見せている。
「のび太のくせに生意気だぞ」というセリフが物語るかのように、ドラえもんのひみつ道具に頼って自分より優勢になったのび太に対し敵愾心を燃やすことが多い。ジャイアンほどではないがスネ夫もひみつ道具などを強奪することが多く、そのたびに痛い目に遭っている。但し、ジャイアンが力ずくでひみつ道具を奪おうとするのに対し、スネ夫の場合は悪知恵を働かせて ｢頭脳的に｣ 強奪しようとすることが多いことが特徴である。ジャイアンと一緒になってひみつ道具を強奪することもあり、この時も痛い目に遭っている。また、普段はそうでもないが、本気で怒るとのび太やジャイアン以上に自己中心的な性格になり、本気で怒ったときに自身がとる身勝手な行動に対しても全く反省することもない。自業自得でひどい目に遭った時ものび太のせいにして全く反省しないといった自分勝手な面もある。
のび太がひみつ道具を悪用、または使用したひみつ道具の暴走やのび太の失態で結果的に散々な目に遭ったなどで被害者になった時はドラえもん、ジャイアン、しずか、出木杉、玉子、先生、神成らと同様にのび太にお仕置きをするが、自身もひみつ道具を悪用、または使用したひみつ道具の暴走やスネ夫自身の失態で結果的に散々な目に遭ったなどで被害者になったジャイアン、しずか、ママ、先生らにお仕置きされる展開になる事ものび太ほどではないが少なからずある。またはひみつ道具で調子に乗って自ら痛い目に遭ったりもする。またはのび太にいじめ、差別などで恨みを買われてのび太にひみつ道具で復讐された時に自身に非があるにも関わらず、のび太を逆恨みして、のび太が復讐に使ったひみつ道具のトリックを知るとそのひみつ道具を使って不当な復讐をする展開になる事もある。のび太、ドラえもんに対していじめたり、濡れ衣を着せたり、あまりにもたちの悪い悪戯や犯罪まがいの悪事をしでかしたり、嘘のうわさを流して陥れたり、仲間はずれにしたり、騙したり、約束を破った時にはのび太に復讐されたり、ドラえもんにお仕置きをされる事もしばしばある。
口が達者でおべっか、ゴマすりはお手のもの（とはいえ、しばしばジャイアンなどの目の前で本人の悪口を言ったりするなど、実はおべっかばかりではない一面を持つ）。ジャイアンは勿論のこと女の子を褒めて気分良くさせる話術にも長けている（財力を生かしてちょっとしたプレゼントという合わせ技などもある。しずかに渡すために他人の家のバラを一輪盗んだこともある）。『ドラえもん のび太の海底鬼岩城』では、これらが原因で「ウソツキ性」と判定され、ジャイアンとともにムー連邦の監獄に入れられている。また、自慢話に関しても事実に大幅な脚色を施した嘘が大半を占めている。文才もあり、アイドルへのファンレターコンクールで入賞するほど。場の雰囲気を読む勘の鋭さとボキャブラリーの豊富さは天下一品。だがそれも劇場版後期あたりからは、ジャイアンに対しても正面から意見するシーンが目立ってきている。特に『のび太とブリキの迷宮』では、乗っていた飛行機が北極へ不時着して文句を言うジャイアンを「うるさい！ 文句ばかり言うな！」などと一喝したり、明かりが見えるから行こうとするジャイアンを「君って単純な人なのね。北極に人なんかいる訳ないだろう。ロボットの基地かなんかで行ったら捕まるぞ」（実際はサンタロボットがいて助けてもらった）などと制するなど、こういった場面では仲間を引っ張ることが多いジャイアンをむしろリードしている。またこのシリーズでは、ジャイアンのほうも強引に自分と一緒に潜入メンバーにしたり、「スネ夫、お前考えろ」などとスネ夫のアイデアを当てにしたりとスネ夫に頼る場面も比較的目立つが、長い付き合いもあり、ジャイアンもスネ夫のことを信頼している節がうかがえる。
学校一の美人と評される隣のクラスに在籍する河井伊奈子（かわいいなこ）に片想いをしている。しかし遠足のスライドを見せる際に、しずかから「私は見に行かない」と言われると、「しずちゃんがいないと意味がないんだよ」とも言っていることから、しずかに対しても好意を抱いている描写がある。その一方、ひみつ道具で世界三大珍味を味見したドラえもん、のび太、しずか、ジャイアンの4人に味について酷評された際は、しずかも他3人同様に例外なく追い出している。
頑迷なまでの唯物論者で、神仏や幽霊、妖怪などを一切信じず、超自然的なものを科学的に説明しようとする傾向があるが個人主義な思考も併せ持っており、現実的なものでも自分に対して都合の悪いことだけは信じず、自身の考えを正当化するために精神論を並べることも少なくない。その一方、そういった類のものを極度に恐れている。『ドラえもん のび太の大魔境』では、心を一つにしてペコを助けるシーンで、しずかより遅れて現れたこともあった。また、ドラえもんの道具で出した怪物などで気絶する場面もしばしば見られる。開けた者の最も恐がるものが出てくる道具「びっくりばこ」をスネ夫が開けたところ、出てきたものは幽霊であった。背後霊を信じている描写もある。なお、そのとき霊能力者に霊視してもらった結果によると、動物霊が2体と、ドン・ブラスコ・ピラニエスという名の700年前のスペインの貴族の霊が憑いているという。また、一番怖いものは本人によるとノストラダムスの大予言。ノストラダムスの予言を信じるあまり町中を巻き込んだ一大騒動に発展したこともある。
また、翼竜に食い殺される妄想話を延々した挙句、自ら失神したこともある。同様の境遇でしずかを慮る発言をしているのび太に比べ、肝っ玉は相当小さいといえる。しかし、そんなスネ夫も、『のび太の宇宙小戦争』では、当初は圧倒的多数の無人戦闘艇に怯えていたものの、それでも戦いに赴く静香を見て、「いくらぼくだって女の子1人を危険な目に遭わせる訳には…」と勇気を振り絞って自らも戦うことを選び、ピンチになった静香を身を挺して守ったりもした。さらに『のび太とブリキの迷宮』では、ブリキン島でドラえもんが拉致され、のび太やジャイアンが救出しようと息巻く時にも、「ここは危険だから、とりあえず戻ってからみんなで相談しよう」と提案したりなど、ここでも持ち前の現実的で冷静な意見を唱えている。
酒癖が悪いらしく、ソフトドリンクが酒のような飲み物になる道具「ホンワカキャップ」を使って酔っ払った際には、歌いだしたジャイアンに対し「やめろやめろ、下手くそ！」と罵ったあげくに日頃の愚痴をぶちまけ（「みんな泣かされてんだぞ、お前なんか町の公害だ！」など）、飲み物を顔にかけたり空きビンを投げつけるなど暴力も加えていた。
自己保身に走る面があり、ゴルゴンの首から逃げる際に先を行っていたのび太を「僕より先に逃げるな！」と言って後ろに投げ飛ばす、不良中学生に取り入るためにのび太を犠牲にする、ピー助の気持ちを考えずに恐竜ハンターの要求（ピー助を渡せば現代の日本に送る）を呑もうとする、気絶しているリルルを「壊したほうがいい。」と言うなど非情な言動をとるが、最終的には自分が痛い目に遭ったり、全員に反対されることがほとんどである。
ドラえもんのミスでしずかが海パンのまま裸になった際にはジャイアンと共に興奮したり、ハイキングでは双眼鏡でしずかのスカートの中をこっそりと覗き込むなどのスケベな一面もある。

## 関連人物
以下、★印はアニメのみに登場するオリジナルキャラクター。

### 系図
骨川家
|  |  |  |  |  |  |  |  | スネ丸 （戦国時代） |        |        |        |        |        |  |  |          |          |          |          |          |          |  |  |  |  |  |  |  |  |  |  |  |  |  |  |  |  |  |  |  |  |  |  |  |  |
|  |  |  |  |  |  |  |  |                     |        |        |        |        |        |  |  |          |          |          |          |          |          |  |  |  |  |  |  |  |  |  |  |  |  |  |  |  |  |  |  |  |  |  |  |  |  |
|  |  |  |  |  |  |  |  | 〜                  |        |        |        |        |        |  |  |          |          |          |          |          |          |  |  |  |  |  |  |  |  |  |  |  |  |  |  |  |  |  |  |  |  |  |  |  |  |
|  |  |  |  |  |  |  |  |                     |        |        |        |        |        |  |  |          |          |          |          |          |          |  |  |  |  |  |  |  |  |  |  |  |  |  |  |  |  |  |  |  |  |  |  |  |  |
|  |  |  |  |  |  |  |  | 曾祖父              |        |        |        |        |        |  |  |          |          |          |          |          |          |  |  |  |  |  |  |  |  |  |  |  |  |  |  |  |  |  |  |  |  |  |  |  |  |
|  |  |  |  |  |  |  |  |                     |        |        |        |        |        |  |  |          |          |          |          |          |          |  |  |  |  |  |  |  |  |  |  |  |  |  |  |  |  |  |  |  |  |  |  |  |  |
|  |  |  |  |  |  |  |  | ○                   |        |        |        |        |        |  |  |          |          |          |          |          |          |  |  |  |  |  |  |  |  |  |  |  |  |  |  |  |  |  |  |  |  |  |  |  |  |
|  |  |  |  |  |  |  |  |                     |        |        |        |        |        |  |  |          |          |          |          |          |          |  |  |  |  |  |  |  |  |  |  |  |  |  |  |  |  |  |  |  |  |  |  |  |  |
|  |  |  |  |  |  |  |  | 父                  | 父     | 父     | 父     | 父     | 父     |  |  | 母       | 母       | 母       | 母       | 母       | 母       |  |  |  |  |  |  |  |  |  |  |  |  |  |  |  |  |  |  |  |  |  |  |  |  |
|  |  |  |  |  |  |  |  | 父                  | 父     | 父     | 父     | 父     | 父     |  |  | 母       | 母       | 母       | 母       | 母       | 母       |  |  |  |  |  |  |  |  |  |  |  |  |  |  |  |  |  |  |  |  |  |  |  |  |
|  |  |  |  |  |  |  |  |                     |        |        |        |        |        |  |  |          |          |          |          |          |          |  |  |  |  |  |  |  |  |  |  |  |  |  |  |  |  |  |  |  |  |  |  |  |  |
|  |  |  |  |  |  |  |  |                     |        |        |        |        |        |  |  |          |          |          |          |          |          |  |  |  |  |  |  |  |  |  |  |  |  |  |  |  |  |  |  |  |  |  |  |  |  |
|  |  |  |  |  |  |  |  | スネ夫              | スネ夫 | スネ夫 | スネ夫 | スネ夫 | スネ夫 |  |  | スネツグ | スネツグ | スネツグ | スネツグ | スネツグ | スネツグ |  |  |  |  |  |  |  |  |  |  |  |  |  |  |  |  |  |  |  |  |  |  |  |  |
|  |  |  |  |  |  |  |  | スネ夫              | スネ夫 | スネ夫 | スネ夫 | スネ夫 | スネ夫 |  |  | スネツグ | スネツグ | スネツグ | スネツグ | スネツグ | スネツグ |  |  |  |  |  |  |  |  |  |  |  |  |  |  |  |  |  |  |  |  |  |  |  |  |
|  |  |  |  |  |  |  |  | スネ太郎            |        |        |        |        |        |  |  |          |          |          |          |          |          |  |  |  |  |  |  |  |  |  |  |  |  |  |  |  |  |  |  |  |  |  |  |  |  |

- この他は血筋不明。

### 両親
スネ夫の母
声 - 鳳芳野（1979.4 - 1991.3）→横尾まり（1991.4 - 2005.3）→高山みなみ（2005.4 - ）
息子と同様、自慢が好きな性格。スネ夫を「スネちゃま」と呼び溺愛する。ただし怒った時は「スネ夫」と怒鳴ることも。夜遅く帰ってきたスネ夫を家から閉め出したり、家庭教師を何人もつけるなど、しつけや教育に関しては、（「テストで100点取らないと家に入れない」など）玉子やしずかの母と同様厳格な面もある。また怒りすぎたと感じた後にはおこづかいを渡して「ママを嫌いにならないでほしい」とフォローすることもある。
よくゴルフの素振りや、ジョギング、エアロビクスなどをしている。フランス料理を作るのが得意で、料理の先生に「天才」と称された事もある。宝石のコレクションをしている。
いわゆる「ざます」（「〜ざんす」と言ったこともある）言葉で話し、たまにおかしい日本語を使う（例：「軽井沢」→「お軽井沢」、「紅茶とケーキ」→「お紅茶とおケーキ」、「デリケート」→「おデリケート」）。スネ夫の回想では「ざます・ざます・ざますぅ〜!!」と激怒している描写もあった。
豪邸に住み贅沢な生活を送る一方で、貸ヨット代金をケチるなどの庶民的な面もある（あまりに理想と違うヨット旅行にスネ夫が弱音を吐き帰りたいといった際には「モトを取るざます」と言っている）。たびたび「物は粗末にしてはいけないざます」と述べており、空き地に放置された新品のやかんを持ち帰ろうとしたり、使い古したバッグをタイムふろしきで新品に変えようとしていた。別荘を借りる際は最も安い場所を選ぶため、雨漏りが酷く、ゴキブリまで出るので家族からは苦情が出た。金持ちでありながら質素倹約という面を持っている。
野比家を訪れた際、心の中で「狭い家」と思うという場面が描かれた。スーパーの買い物で玉子と張り合ったこともある。
家具や冷蔵庫といった調度品などは、最新式が出たらすぐに買い替えるというスネ夫の弁がある。
野比家がアメリカに転勤になった時は保護者たちの中で一番多く餞別のお金を渡している。またどんな高級品よりもスネ夫が初めてデザインしたTシャツを大事にしている。
第2作第1期では眼鏡を着用していたが、第2期ではかけていない。原作漫画でも眼鏡はかけないが稀にかける回もある。
スネ夫の父
声 - 加藤治（1979.4 - 2003.5）、井上和彦（1980.8）、緒方賢一（1981.1）、肝付兼太（1989.5 - 1990.1）→田中秀幸（2005.6 - ）
実業家だが業種は不明。複数の会社を経営しており、顔が広く、財界に多くの友人を持つ。特に芸能プロダクション筋に強いコネクションがあり、スネ夫の自慢の種になっている。テレビ局の社長と友達らしく、それを見込んだジャイアンがスネ夫に「テレビに出られるように頼んでくれ」と脅しに来たことがある。
別荘やクルーザーを中古で購入した事や、値段が一番安かったからと雨漏りのする軽井沢の貸別荘を借りた事などが原因で一家揃って悲惨な目に遭ったことが作品中で発覚しているため、金に糸目をつけない大金持ちというわけではない。
妻子と似た顔つきで、眼鏡をかけている（なお、飼い猫までも顔が似ている）。スネ夫同様、妻より背が低く、華奢。愛車はポルシェ。骨董品コレクションが趣味。

### 兄弟
スネツグ
声 - 龍田直樹（1985.1）→甲斐田ゆき（2006.5 -）
スネ夫の弟。髪型以外の容姿は兄とよく似ている。
連載初期は日本に在住しており、兄同様に意地悪な性格だった。初期のスネツグが登場するエピソードには、「アリガターヤ」（てんとう虫コミックス『ドラえもんプラス』3巻収録）、「弱いおばけ」（てんとう虫コミックススペシャル『ドラえもん カラー作品集』5巻収録）、「お返しハンド」（藤子不二雄ランド（現在絶版）6巻収録）などがある（いずれも藤子・F・不二雄大全集に収録）。
連載が進むうちに作者の藤本は弟の存在をなかったことにし、スネ夫を一人っ子として描くようになった。てんとう虫コミックスの単行本には、スネ夫の弟が登場する話は一切収録されなかったため、初出時の雑誌や、コロコロコミック等での再録を読んだ人以外はその存在を知ることはなかった。1979年に『ドラえもん』の2度目のアニメ放送が開始され人気を博し、作品の解説書籍が複数出版されるようになっても弟のことは記載されず、スネ夫は一人っ子という認識だった。そのままの状況が続けば、弟はいないという設定のままで作品が続いたと考えられる（同様に、初期だけ登場した「ガチャ子」はいないという設定で作品は続いている）。
しかし、1984年6月に藤子不二雄ランド『ドラえもん』第1巻が発売されたことが転機となる。そこにスネ夫の弟が登場する話が収録されたのである。現在とは設定が異なる古い作品の1話として収録されただけならばまだしも、巻末の登場人物紹介に「スネ夫の弟」と明記されてしまったことから、辻褄をあわせる必要性を感じた藤本は即座に短編漫画「イメージライト」を執筆。同年8月に発表した（『小学四年生』9月号。後に加筆修正の上、てんとう虫コミックス40巻に「スネ夫は理想のお兄さん」と改題して収録）。
短編漫画「スネ夫は理想のお兄さん」では、「スネツグ」という名前が明かされ、ニューヨーク在住の大金持ちのおじの養子になって日本を離れていたという事情が語られた。スネツグは素直な性格の礼儀正しい少年に成長。スネ夫のことを「皆に尊敬されている素晴らしい兄」と思い込み尊敬している。これを事実にするべくスネ夫はドラえもんに頼ることとなった。

### 親戚
スネ吉（スネきち）
声 - 井上和彦（1979.6）→二又一成（1984.6 - 2005.3）→山崎たくみ（2005.12 - ）
スネ夫の従兄。髪型はパーマやアフロヘアーでメガネをかけている。
プラモデル、ラジコン、ジオラマの製作、ヨット、スーパーカーの運転からサーフィン、スキューバ・ダイビングといったアウトドアもこなす多趣味な大学生である（『小学四年生』1996年3月号より）。スネ夫同様、猫舌。
スネ夫と非常に仲が良く、スネ夫からは「スネ吉兄さん」と呼ばれている。
全長1.75メートル、150分の1スケールの戦艦大和のラジコンやクイーン・エリザベス2の大型ラジコンプラモデル、ヘリコプターのラジコン、ガレージキットの戦車、ロボットのラジコン（大長編『のび太と鉄人兵団』に登場するミクロス）などを作ってあげたり、ジオラマ撮影の極意をスネ夫に伝授したりする。師匠としては非常に厳格で、スネ夫が作った高レベルのジオラマに対してプロ顔負けの知識と技術をもって容赦なく駄目出しを行った。スネ夫以上に趣味に対する専門知識が豊富で手先も器用。自宅には万力まで備えた本格的な工作室を持つ。これらの趣味は作者の藤本と一致しており、作中でスネ吉が語る薀蓄には、藤本の思い入れが投影されている。
愛車はスーパーカーのカウンタックやフェラーリで、本人いわく世界に4台しかない車。スネ吉がスネ夫とその友達をドライブに誘う際の車はいつも4人乗りで、のび太だけが乗せてもらえないことが恒例になっている。また、爪はじきを食らったのび太とドラえもんから怨みを買い、復讐されたり、巻き添えを食らうこともたびたびある（スポーツカーにごみを捨てられる、貸ボートを魚雷で破壊され弁償させられる、ボートが故障し紙の船にされるなど）。
船長のおじさん
声 - 佐藤正治（2003.10）→白熊寛嗣（2012.9）
クルーズ客船の船長。血縁関係は不明。
野球がうまい従兄
野球センス抜群な男の子。
父方の曾祖母
声 - 峰あつ子（1980.5）→堀絢子（1997.12）→真山亜子（2012.11 - ）
22巻「しつけキャンディー」に登場するスネ夫の父の祖母。93歳。「嘘をつくとエンマ様に舌を抜かれる」「食べてすぐ寝ると牛になる」「親の悪口を言うと口が曲がる」など古い俗信を多用する。そのため、スネ夫やスネ夫の母から「今時、そんなの信じている人がいるのか」と馬鹿にされていた。甘いものが大好き。梅干を食べたときのような口をしている。もしスネ夫の父の父の母であれば、33巻「ハリーのしっぽ」に登場するスネ夫の曾祖父が夫である可能性が高い。

### ペット
チルチル
声 - 大谷育江（1995.10）→瀬那歩美（2007.6 - ）
骨川家の飼い猫。性別不明。スネ夫にそっくりな顔をしている。骨川家の庭を荒らしたムクを威嚇で追い出した。テレビアニメ版では2007年以降に骨川家の家族として度々登場しており、頻繁にいたずらをしている。原作漫画において「エカテリーナ」といった名前の猫や名前不明の猫も登場しているが同一の猫かは不明である。
アンナ
チルチル同様骨川家の飼い猫。性別不明。血統書つきのシャム猫で、スネ夫にそっくりな顔をしている。スネ夫の母がダイヤを紛失した際、見つけ出してきた。テレビアニメ版では2007年以降にチルチルの登場シーンが増えた為、アンナが登場する話がチルチルに置き換わっていたが、2021年以降は出番が極端に増え、チルチルと共にスネ夫の飼い猫として登場するようになった。

#### エカテリーナ
スネ夫のセリフに出てきた血統書付きの飼い猫
犬
骨川家の飼い犬。黒と白が混ざった毛並みをしており、犬種は狆と思われる。のび太がひみつ道具で呼び出した骸骨の骨を奪ってそれをスネ夫のママに献上した。
イグアナ
スネ夫がのび太に自慢するためだけに購入したが、のび太が飼っていた（と思い込んだ）ライオンの鳴き声に驚いてスネ夫と一緒に逃げていった。

### 祖先
スネル
石器時代の少年。作中では祖先とは明言はされていないが、『最新ドラえもんひみつ百科』や『決定版 ドラえもん大事典』（小学館ビッグ・コロタン）掲載の系図では点線でつながれており、先祖と設定される。現代からやってきたのび太をサルと思い込み、ペット扱いして仲間に自慢する。父と母も同時に登場したが、スネ夫に似た顔ではなかった。
スネ丸
戦国時代の少年武士。祖先であることが示唆されている。「スネ夫そっくり」と馴れ馴れしく言ってきたのび太を無礼討ちにしようとし、しかも「謝っても斬る」と言い放つ残酷な面がある。戦で捕虜になり、打ち首にされそうになった殿様と共にのび太に助け出された。スネ丸は殿様が気絶していたことをいいことにのび太が目をはなした隙に、殿様を救ったのは自分だと申し出た。この功績により、以後骨川家は代々家老職を務めることになった模様である。
曾祖父
33巻「ハリーのしっぽ」には、のび太の曾祖父「のび吉」の友人として、スネ夫とよく似た少年が登場する。作中では明言されていないが、物語の文脈上はスネ夫の曾祖父であると考えられる。

### 子孫
スネ太郎
6巻「のび太のおよめさん」に名前のみ登場する。スネ夫との血縁関係ははっきりと語られていないが、物語の文脈上はスネ夫の息子という設定だと考えられる。スネ太郎の母によると、のび太の子であるノビスケの友人だという。
26巻「タイムカプセル」に、のび太の息子・ノビスケにいじめられるスネ夫とよく似た少年の姿が登場する（名前は不明）。スネ太郎がスネ夫の一人息子であれば、これがスネ太郎の姿だと考えられる。
テレビアニメ第2作第2期「のび太のおよめさん」（2014年8月8日放送）ではスネ太郎はスネ夫の息子という設定で登場する。
スネ太郎の母
6巻「のび太のおよめさん」に登場する。
スネ夫との血縁関係ははっきりと語られていないが、物語の文脈上はスネ夫の妻だと考えられる。顔は、アニメ映画に登場するスネ夫の息子・スネ樹の母の顔とはまったく異なる。
スネ太 ★
声 - 肝付兼太→関智一
テレビアニメ第2作第1期「タイムカプセル」（1987年10月9日放送）に登場するスネ夫の息子。
スネ樹 ★
声 - 肝付兼太
1989年のアニメ映画『ドラミちゃん ミニドラSOS!!!』に登場するスネ夫の息子。容姿はスネ夫に似ている。しばしば、のび太としずかの子であるノビスケにいじめられる。
22世紀のスネ夫似の少年
氏名、スネ夫との血縁関係は不明。のび太の玄孫であるセワシの友人。顔はスネ夫に酷似している。夏休み中にジャイアン似の少年（セワシからはジャンボと呼ばれていた）が月旅行、しずかに似た少女が火星旅行へ行く一方、彼に至っては太陽系一周旅行に出かけたと自慢話をしていた。
ミエ吉 ★
声 - 山口勝平（映画『ドラミちゃん ハロー恐竜キッズ!!』）
スネ夫と似た容姿をした22世紀の少年。スネ夫との血縁関係は不明。のび太の玄孫であるセワシの友人。スネ夫と同様ずる賢く口数が多い。セワシと恐竜鳥類祖先説を巡って論争した。

### 似た人物
スネ丸 ★
声 - 肝付兼太
戦国時代、1580年の少年。上記のスネ丸とは別人。村の領主である骨川家の一人息子。両親は、スネ夫の両親と同じ顔をしている。なお、フィルムコミックスの登場人物紹介に「ワガママだけど、さびしん坊なの。スネ夫そっくりだけど、先祖じゃないよ」との記述がある。

## 未来

### 青年期
身長は伸びており、のび太たちと変わらない高さになっている。「のび太の結婚前夜」（第25巻収録。同話を原案としたアニメ作品）では青年期のスネ夫の姿が見られ、髪型はスネ吉のようなパンチパーマになっている。映画版では、髪型は変わっていないが、ピアスを付け、左ハンドルのオープンカーを愛車としている。ちなみに愛車は改造した電気自動車。
トヨタの実写版CMでは、しずかをよく車でデートに誘い、のび太を悔しがらせる嫌味さを見せる反面、ボランティアで老人ホームのお年寄りたちを車で旅行に連れていくという、善良な一面も見せている。

### 将来
デザイナーになりたがっているが将来は貿易会社の社長になり、大会社ではないが忙しく仕事をこなす。少年時代は「パパの会社を継いで社長になる」と予想していたが、父の会社を継いで就任したかは不明。女性と結婚し（2014年アニメ版ではスネ太郎の母と結婚する）、スネ樹という息子をもうける。

## 配役

### 声優
日本テレビ版 （テレビアニメ第1作）
- 八代駿（1973）

テレビ朝日版 （テレビアニメ第2作1期）
- 肝付兼太（1979.4 - 2005.3）
- 一時的な代役：龍田直樹（1985.11 - 12）[注 16]
- 幼少時：肝付兼太（1979.5 - 1994.4）→関智一（2000.3）
- 青年時・大人：肝付兼太（1981.10 - 1999.3）

テレビ朝日放送版 （テレビアニメ第2作2期）
- 関智一（2005.4 - ）
- 幼少時：関智一（2007.4 - ）
- 青年時・大人：関智一（2011.3 - ）

関は短編映画『おばあちゃんの思い出』（2000年公開）で幼少期のスネ夫、『ドラえもん のび太のワンニャン時空伝』で犬の少年ダク（のび太一行と対になる動物たちのグループがあり、その中でスネ夫の位置にあたるキャラクター）の声も演じている。関はドラえもんのキャラクターの中でスネ夫が最も好きと公言している。

### 俳優
- 舞台版『ドラえもん のび太とアニマル惑星』 - 小林顕作
- トヨタ自動車コーポレートCM『ReBORN』（2011年11月） - 山下智久
- SoftBank『5Gってドラえもん？』（2020年～） - 楢原嵩琉（15歳時）、古市憲寿 （45歳時）

## その他

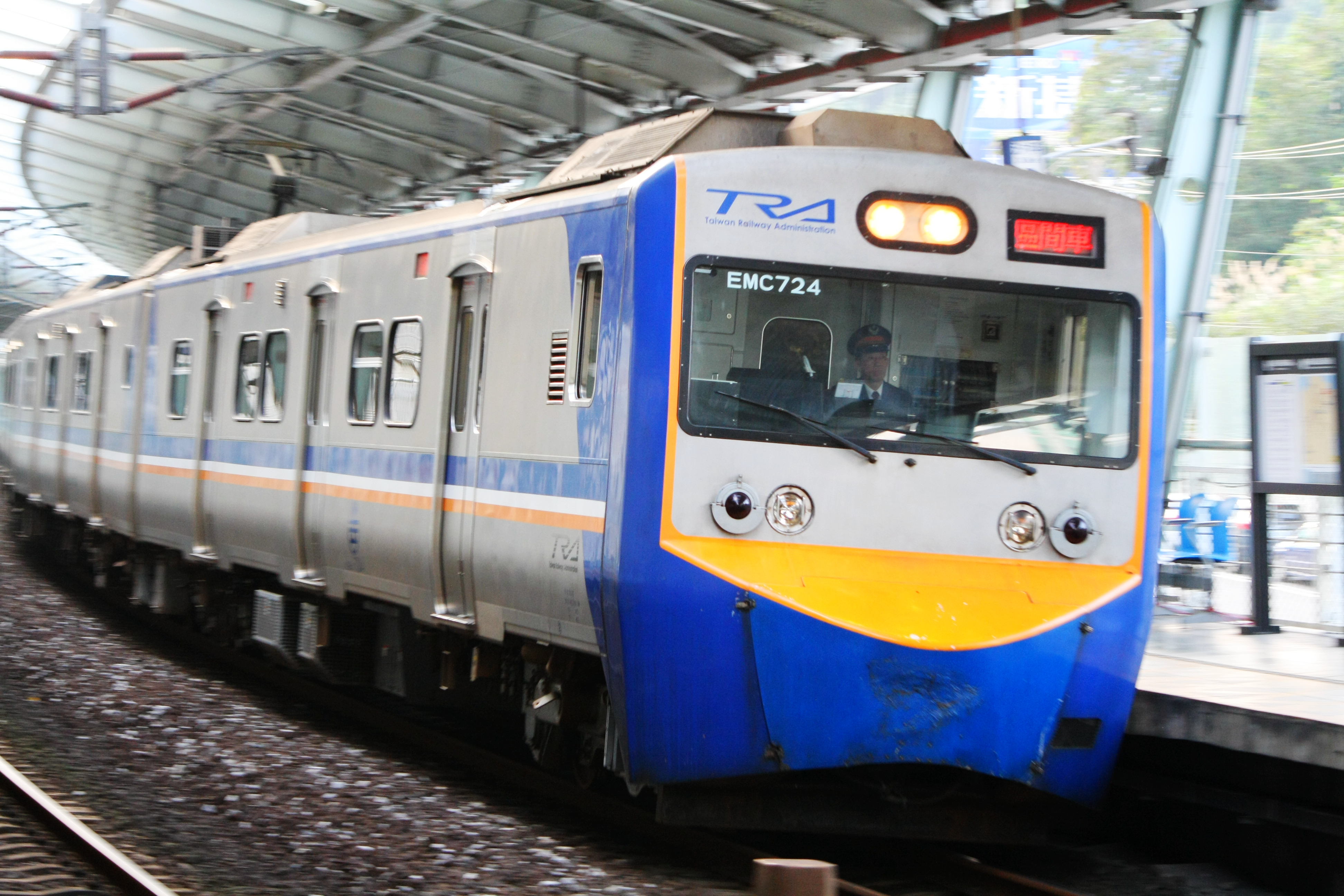
「スネ夫号」として知られる台湾鉄路管理局EMU700型電車

- 真珠製造アコヤケースに落ち込み、真珠になってしまったことがある[122]。
- 「ドラえもん のび太と銀河超特急」では、大長編や映画におけるのび太の活躍ぶり（いわゆる『大長編補正』）に対して「のび太……、大長編になると、かっこいいことをいう。（大長編）」「のび太って映画になると急にかっこいいこと言うんだから（映画）」とメタ発言をしている。
- 『エスパー魔美』の「うそ×うそ＝?」（アニメでは第22話「ウソ×ウソ＝パニック」）に、台詞付きで客演。「ずっこけお正月」にも登場している。また『忍者ハットリくん』のアニメ版にも学校のシーンで一瞬モブ出演したことがある。
- お小遣いは毎月千円もらっている((藤子・F・不二雄大全集『ドラえもん』第11巻『すること入れかえ機』より))
- 2006年3月15日に「トリビアの泉」の新企画で「トリビアの影ナレ（影ナレーション）」が発足し、その第1弾の声が彼だった（声は肝付兼太、しかし、エンディングのクレジットには「影のナレーション：???」と表示されている）。2006年3月29日放送の後半では『アルプスの少女ハイジ』のハイジ役の杉山佳寿子に影ナレを交代（前半まではスネ夫）。 その番組内でスネ夫とハイジの夢の共演が果たされ、交代の際にスネ夫はハイジに対し「アルプスのくせに生意気だぞ〜」[注 17]、「ちぇっ覚えていろよ」と文句を言った。2006年9月27日の2時間半スペシャルでは、『風の谷のナウシカ』のナウシカと競演し、交代の際に「えっ？ 僕の出番これで終わりなの!? ひどいよ、ママ〜」と言って去っていった。
- 「のび太のくせに生意気だぞ」は肝付のアドリブから生まれた台詞である[123]。
- 『雨上がり決死隊のトーク番組アメトーーク!』2013年3月7日放送では「スネ夫にくめない芸人」として、スネ夫をテーマとしたトークが放送されている[124]。
- 2015年2月21日、テレ朝チャンネル1にてスネ夫の誕生月を記念したスネ夫特別番組が放送された。この番組は、2005年以降に地上波で放送されたスネ夫中心のエピソードを厳選したもので、スネ夫中心の大型特別番組はこれがはじめて。
- 関は放送前のインタビューで、人気キャラクターランキングにおいて主要キャラの中では唯一、トップ5に入らなかったことを嘆いた上で、ようやくここまで（スネ夫の特別番組が編成されるまで）こぎつけたと嬉しそうに答えている[125]。
- スネオヘアーはスネ夫の特徴的な髪型を名前の由来としている。
- 台湾鉄路管理局EMU700型電車は、正面形状から「小夫號・阿福號」（「スネ夫号」の意）の愛称がある。
- いわゆる「スネ夫が自慢話をするときに流れている曲」がbgmとしてネット上で人気を博している。